# Kasteel Baudries

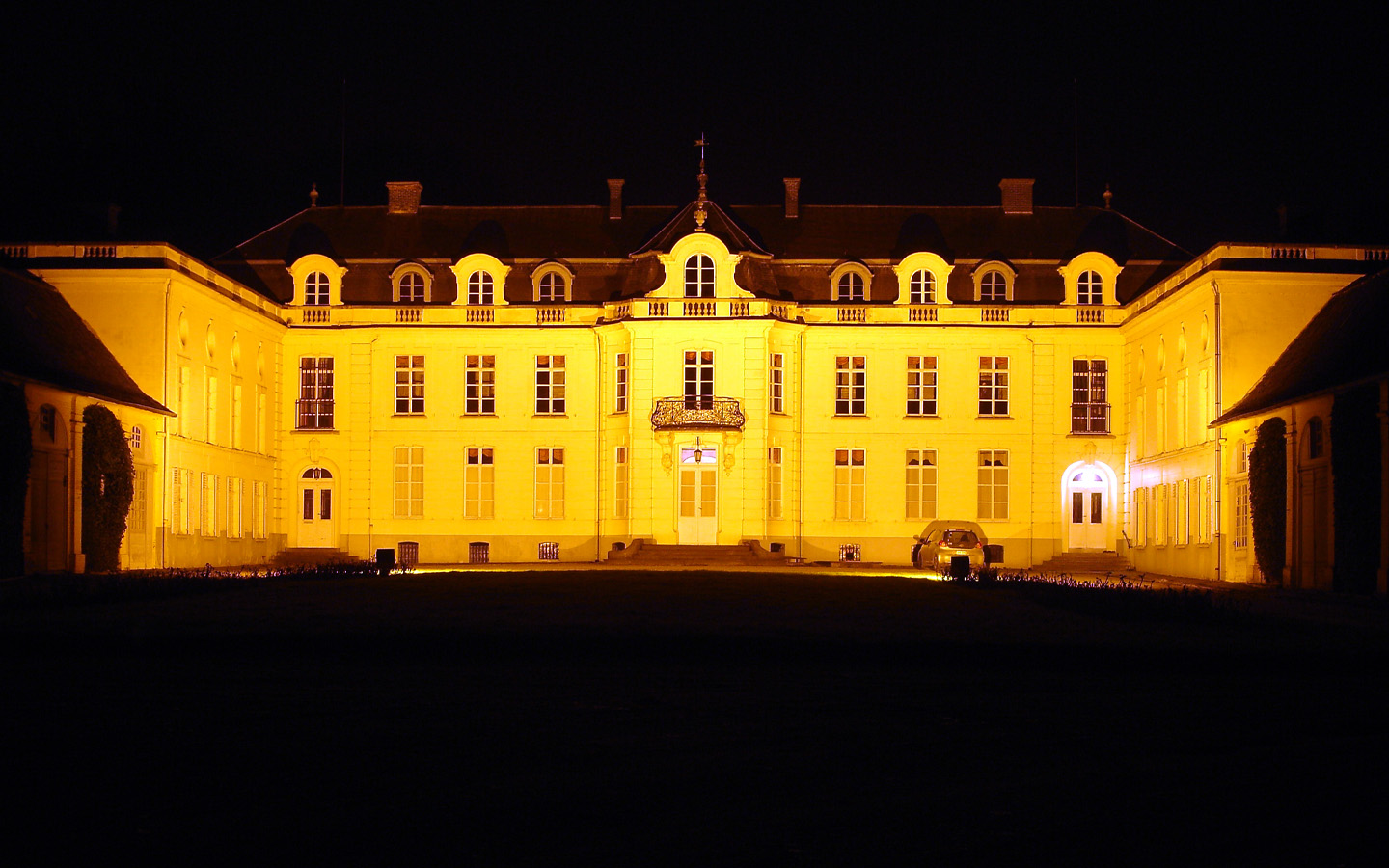

Het kasteel Baudries ook wel kasteel van of Dikkelvenne genaamd, ligt in de gemeente Gavere, Kerkstraat 5-7.
De geschiedenis van dit kasteel gaat terug tot de middeleeuwen. Het behoorde toe aan verschillende vooraanstaande families, onder meer: Sloeve de Loof, Tollins van Aalst van Poppenrode, Van Lier van Immerseel en De Spangen.
Door huwelijk kwam het domein in handen van de familie Marchant d'Ansembourg. Onder het echtpaar Ansembourg-Spangen kreeg het kasteel tijdens het laatste kwart van de 19e eeuw  het huidige neoclassicistisch uitzicht. Het interieur werd opgesmukt met hergebruikte rococo-bestanddelen en chinoiserieën van elders, en met Neo-Louis XV en -XVI-elementen.
Het park werd door de befaamde tuinarchitect Henri Duchêne (1841-1902) heraangelegd.
Nadien werd het eigendom van graaf Louis de Lichtervelde (1889-1959), die het naliet aan zijn dochter gravin Geneviève de Lichtervelde (1921-2011) en haar echtgenoot jonkheer Philippe Piers de Raveschoot (1913-1999). Kasteel en bijhorend park zijn niet beschermd als monument en zijn zelden open voor bezoek.